# Ett sorts Hades
Ett sorts Hades är en svensk TV-teater i två delar från 1996 i regi av Lars Norén och Torbjörn Ehrnvall. Pjäsen är skriven av Norén och i rollerna ses bland andra Krister Henriksson, Melinda Kinnaman och Anna Pettersson.

## Handling
Pjäsen skildrar många olika människor från olika samhällsskick och länder, men som alla har gemensamt att de är intagna på psykiatrisk klinik.

## Rollista
- Krister Henriksson – Henrik
- Melinda Kinnaman – Marie
- Anna Pettersson – Julia
- Jan Blomberg – Axel
- Peter Stormare – Ulf
- Peter Andersson – Jonny
- Thomas Hanzon – Micke
- Jonas Falk – Danne
- Anders Ahlbom – Erik
- Marie Göranzon – Jane
- Per Eggers – romanförfattaren
- Lars Lind	– Bertil
- Göran Ragnerstam – Johan
- Sten Ljunggren – Kalle
- Hans Lindgren – Ben
- Irene Lindh – Gretha
- Steve Kratz – läkaren
- Brigitte Ornstein	– kvinnan
- Peter Luckhaus – Eddie
- Ragna Weegar – Sara
- Max Lundqvist – polis
- Lasse Almebäck – polis
- Jan Nyman – Morgan
- Magnus Eriksson – mannen
- Ingvar Hirdwall – den gamle mannen
- Jurij Lederman – greken
- Aina Bergvall	– TV-reportern
- Vera Veljovic-Jovanovic – bosnisk kvinna
- Javier Baez – Manuel

## Om filmen
Pjäsen fotades av Sofi Stridh, Wulf Meseke och Per-Olof Runa och klipptes av Håkan Hjalmers. Musiken komponerades av Sven-David Sandström. Pjäsen sändes i två delar i Sveriges Television den 30 november och 1 december 1996.